# Duguetia nitida
Duguetia nitida är en kirimojaväxtart som beskrevs av Paulus Johannes Maria Maas. Duguetia nitida ingår i släktet Duguetia och familjen kirimojaväxter. Inga underarter finns listade i Catalogue of Life.